# Onthophagus anthracinus
Onthophagus anthracinus es una especie de insecto del género Onthophagus de la familia Scarabaeidae, orden Coleoptera. Fue descrita en 1873 por Harold.